# Liste von RTL-II-You-Sendungen

Logo des Internet-Fernsehsenders RTL II You

Die Liste von RTL-II-You-Sendungen enthält eine Aufzählung aller Sendungen und Serien, die bei RTL II You ausgestrahlt wurden.

## Selfie Soaps
- Mjunik - Home of YOU
- Daily CGN
- Berlyn (benannt nach der Stadt Berlin)

## Anime-Serien
- Sailor Moon
- One Piece
- DanMachi
- Digimon Fusion
- Dragonball
- Pokémon
- The Devil is a Part-Timer
- Wish Upon the Pleiades
- Yu-Gi-Oh! Zexal

## Celebrity Doku-Soaps
- Keeping Up with the Kardashians
- Rich Kids of Beverly Hills

## Mystery
- Let´s Watch mit Jarow und Kurono (X-Factor: Das Unfassbare kommentiert von den YouTubern Julian Hannes (Jarow) und Amir Yarahi (Kurono))

## Beauty, Fashion, Lifestyle
- BarbieLovesHacks (von YouTuberin BarbieLovesLipsticks; seit Februar 2017 BarbaraSofie)
- Celinas Life
- People are awesome
- emislife
- GLOWCon 2016 Berlin
- Ischtar & Shanti: Merry Vlogmas

## Nachrichten / Magazine
- RTL II News
- RTL Wetter

## Scripted Reality
- Berlin – Tag & Nacht
- Köln 50667
- Next, Please!
- X-Diaries

## Sport
- People are awesome

## Sonstige
- All About Anime mit Ninotaku TV
- Flex
- Kätzchenvideos
- Kurow (Format mit Anime- und Unterhaltungs-YouTubern Kurono und Jarow)
- Meike & Marcel... weil ich dich liebe!
- Spätabendprogramm mit Udo Bönstrup
- Übertragung der Videodays 2016